# Baryš (Uljanovská oblast)
Baryš (rusky Бары́ш) je město v Uljanovské oblasti v Ruské federaci. Při sčítání lidu v roce 2010 mělo přes sedmnáct tisíc obyvatel.

## Poloha
Baryš leží na pravém břehu stejnojmenné řeky (přítoku Sury) ve vzdálenosti 140 kilometrů na jihozápad od Uljanovsku, správního střediska celé oblasti.

### Doprava
Přes Baryš vede železniční trať Moskva – Rjazaň –Rusajevka – Syzraň – Samara.